# Oberkommando der Wehrmacht
Oberkommando der Wehrmacht (OKW) (dansk: Værnemagtens overkommando) var en del af kommandostrukturen i det tyske militær under 2. verdenskrig.

## Oprindelse
OKW blev etableret den 4. februar 1938 efter Blomberg-Fritsch-affæren, som førte til afskedigelse af Generalfeldmarschall (og krigsminister) Werner von Blomberg og opløsning af Reichskriegsministerium (dansk: Rigskrigsministeriet). OKW erstattede krigsministeriet. Motivet til reorganiseringen og udnævnelserne hertil ses i reglen som et udslag af Adolf Hitlers ønske om at konsolidere magt og autoritet omkring sin stilling som Führer und Reichskanzler (dansk: fører og rigskansler) på bekostning af de militære ledere i Wehrmacht.

## Organisation
Fra juni 1938 bestod OKW af fire afdelinger:
- Wehrmachtführungsamt (WFA) – operative ordrer.
  - Abteilung Landesverteidigungsführungsamt (WFA/L) – en underafdeling hvorigennem alle detaljer omkring den operative planlægning blev udarbejdet, og hvorfra alle operative ordrer blev videregivet til OKW.
- Amt Ausland/Abwehr – udenlandske efterretninger[1]
- Wirtschafts- und Rüstungsamt – forsyningsforhold[2]
- Amtsgruppe Allgemeine Wehrmachtangelegenheiten – diverse opgaver.

WFA erstattede Wehrmachtsamt, som eksisterede fra 1935–1938. I denne periode havde Wilhelm Keitel haft ledelsen af ministeriet, og Hitler forfremmede Keitel til at være leder af OKW med titel af Chef des OKW. Som leder af WFA udpegede Keitel Max von Viebahn, men efter to måneder blev han fjernet fra posten, og den blev ikke genbesat, før Alfred Jodl blev forfremmet. Som erstatning for Jodl i Abteilung Landesverteidigungsführungsamt (WFA/L) blev Walther Warlimont udpeget.
WFA blev omdøbt til Wehrmachtführungsstab (Wfst) i august 1940. I december 1941 blev der gennemført nye ændringer i form af, at Abteilung Landesverteidigungsführungsamt (WFA/L) blev lagt sammen med Wehrmachtführungsamt og dermed mistede sin rolle som en underafdeling. Disse ændringer var fortrinsvis af kosmetisk karakter, da nøglepersonerne forblev de samme og fortsatte med at udføre de samme opgaver.
OKW ledede de tyske væbnede styrkers operationer under 2. verdenskrig. Ved de daglige situationskonferencer (Lagevorträge) var OKW næsten altid repræsenteret af Jodl, Keitel og den officer, der fungerede som Hitlers adjudant. Ved disse konferencer blev situationsrapporter, som var forberedt af lederen af WFA/L, forelagt for Hitler og derpå diskuteret. Efter diskussionerne udstedte Hitler yderligere operative ordrer. Disse ordrer blev herefter meldt tilbage til WFA/L af Jodl sammen med mødereferatet, der herefter omformede de operative ordrer til ordrer til de rette i felten.

## OKW i praksis
I teorien fungerede det som den militære generalstab for Det tredje Rige, der koordinerede indsatsen fra hæren, flåden og luftvåbnet. I praksis fungerede OKW som Hitlers personlige militære stab, der oversatte hans ideer til militære ordrer og afgav dem til de tre værn uden at have større kontrol over dem. Efterhånden som krigen udviklede sig, kom OKW til i stigende grad at udøve direkte kommandokontrol over militære enheder, især i vest. Det skabte en situation fra 1942, hvor OKW i praksis havde kommandoen over styrkerne på Vestfronten, mens hærens overkommando (Oberkommando des Heeres) (OKH) havde den faktiske kommando over Østfronten. Det var først den 28. april 1945 (2 dage inden Hitler begik selvmord), at OKH blev underordnet OKW, så OKW også fik kommandoen over styrkerne på Østfronten.
At lade forskellige dele af det nazistiske bureaukrati kæmpe om Hitlers gunst på områder, hvor deres kompetencer lappede over, var en sædvanlig taktik anvendt af Hitler til at styrke sin autoritet, og ligesom mellem ministerierne var der en rivalisering mellem OKW og OKH. Da de fleste tyske operationer under 2. verdenskrig var styret af hæren (med støtte fra Luftwaffe), krævede OKH kontrollen over de militære styrker. Imidlertid afgjorde Hitler, at OKW skulle have opsynet med operationer på mange krigsskuepladser. I løbet af krigen flyttedes mere og mere indflydelse fra OKH til OKW, efter at Norge var blevet den første OKW krigsskueplads. Flere og flere områder kom under fuld kontrol af OKW. Til sidst var kun Østfronten OKH's domæne. Da Østfronten var langt den største krigsskueplads, havde OKH stadig indflydelse, især da Hitler var øverstkommanderende for OKH (Oberbefehlshaber des Heeres) fra december 1941 til hans selvmord den 30. april 1945.
OKW styrede de militære operationer på Vestfronten, i Afrika og i Italien. I vest var operationerne yderligere delt mellem OKW og Oberbefehlshaber West (OBW, Øverstkommanderende i Vest), som var Generalfeldmarschall Gerd von Rundstedt (efterfulgt af feltmarskal Günther von Kluge).
Der var endda yderligere opdelinger, da flåden og luftvåbnet havde deres egne kommandoer (Oberkommando der Marine (OKM) og Oberkommando der Luftwaffe (OKL)) som i teorien var underordnede, men i praksis var mere eller mindre uafhængige af OKW og OBW.
Under hele krigen var OKW under ledelse af Keitel, som rapporterede direkte til Hitler, hvorfra de fleste operative ordrer kom fra, som Oberster Befehlshaber der Wehrmacht (Øverstkommanderende for de væbnede styrker).
Albrecht von Hagen, et medlem af sammensværgelsen om at myrde Hitler den 20. juli 1944, havde sin post her med ansvar for kurertjenesten mellem de militære kommandocentraler i Berlin og Hitlers hemmelige militære hovedkvarter Ulveskansen.

## Internationalt Militærtribunal
OKW blev anklaget for at have været en kriminel organisation ved Nürnberg domstolen, men blev frifundet. Keitel og Jodl blev imidlertid anklaget, fundet skyldige og dømt til hængning. Jodl blev posthumt frifundet i 1952, seks år efter at dommen var blevet eksekveret.